# Cytisus ruthenicus
Cytisus ruthenicus là một loài thực vật có hoa trong họ Đậu. Loài này được Wol. miêu tả khoa học đầu tiên.

## Hình ảnh

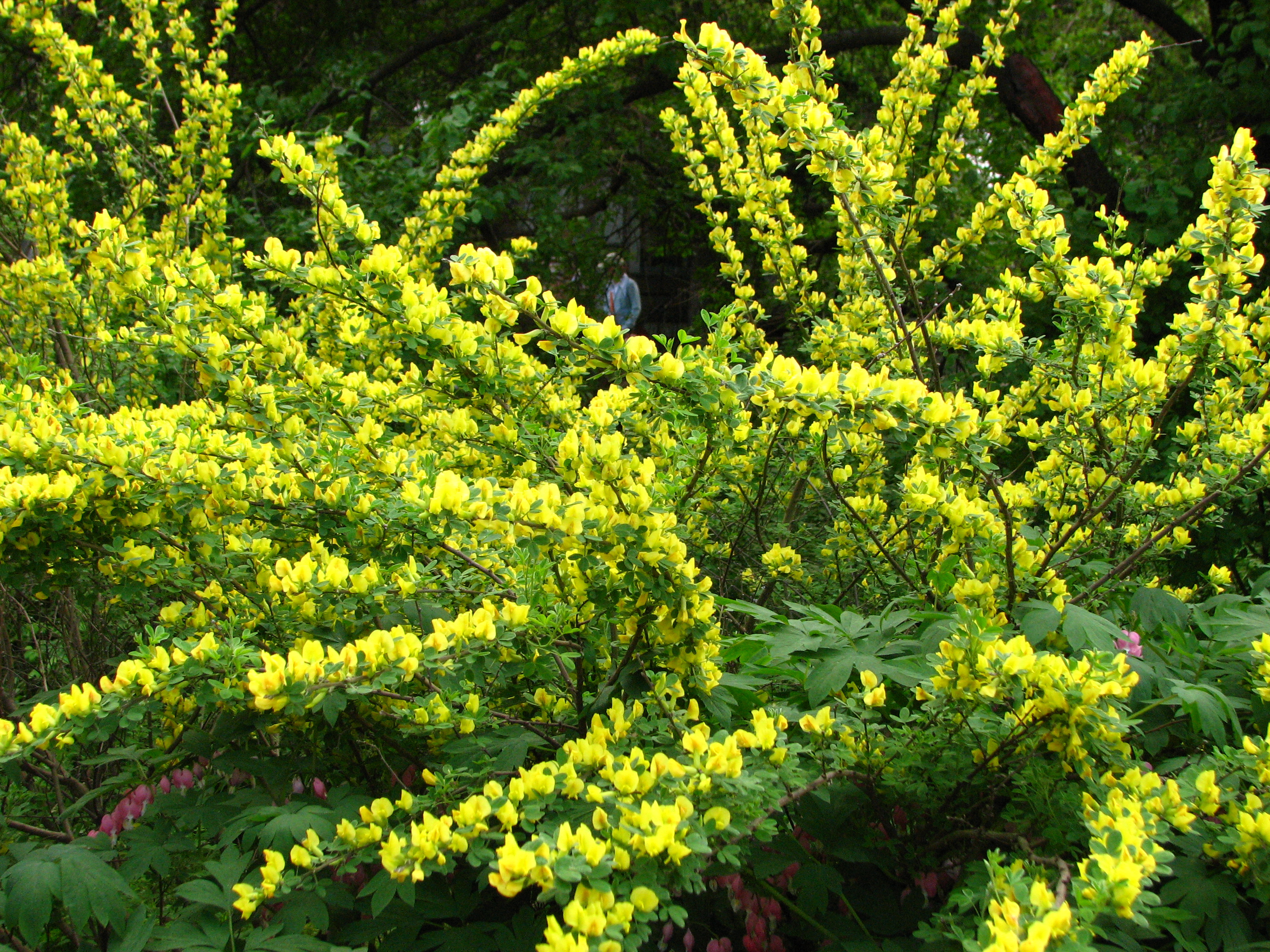
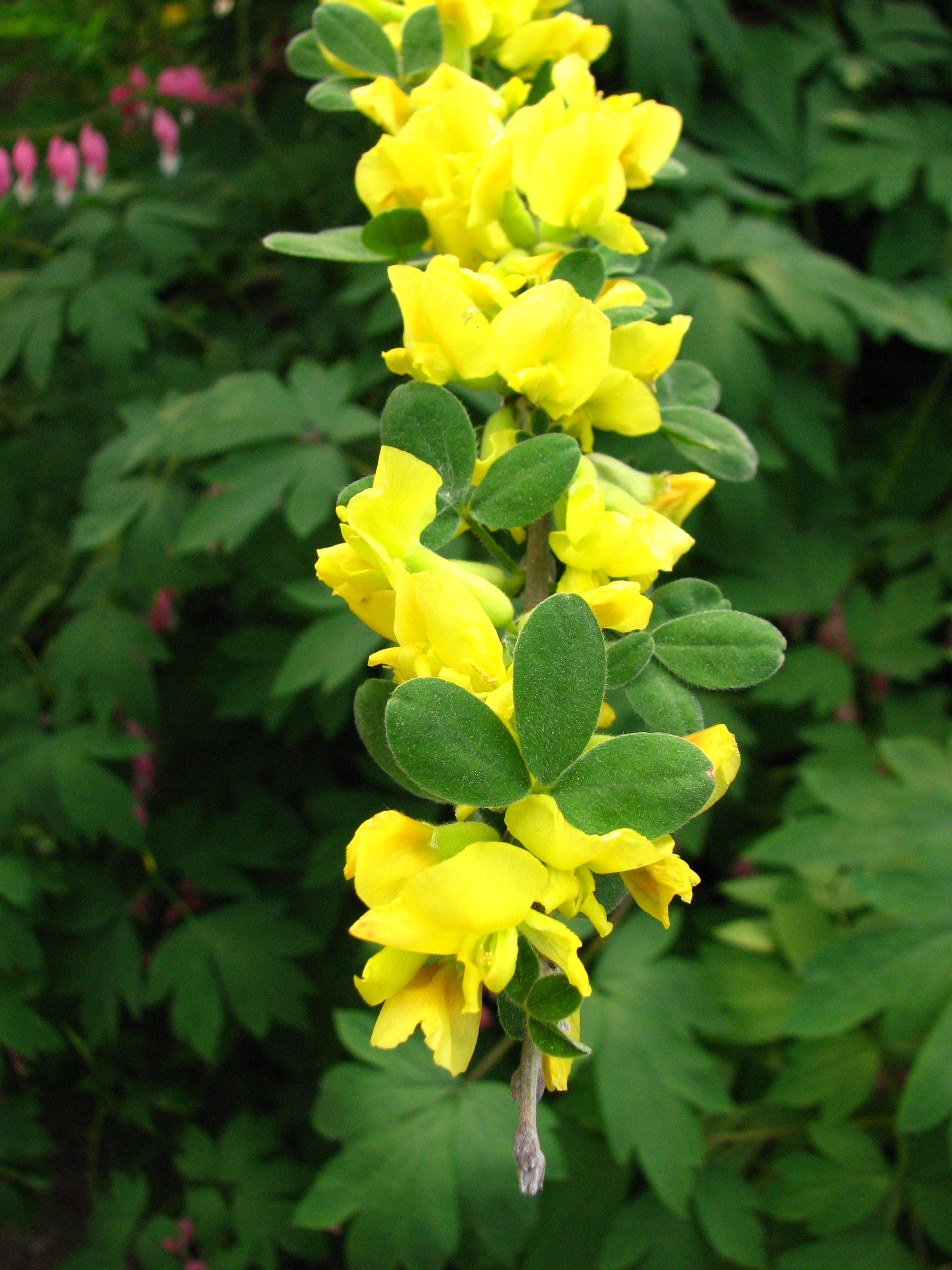
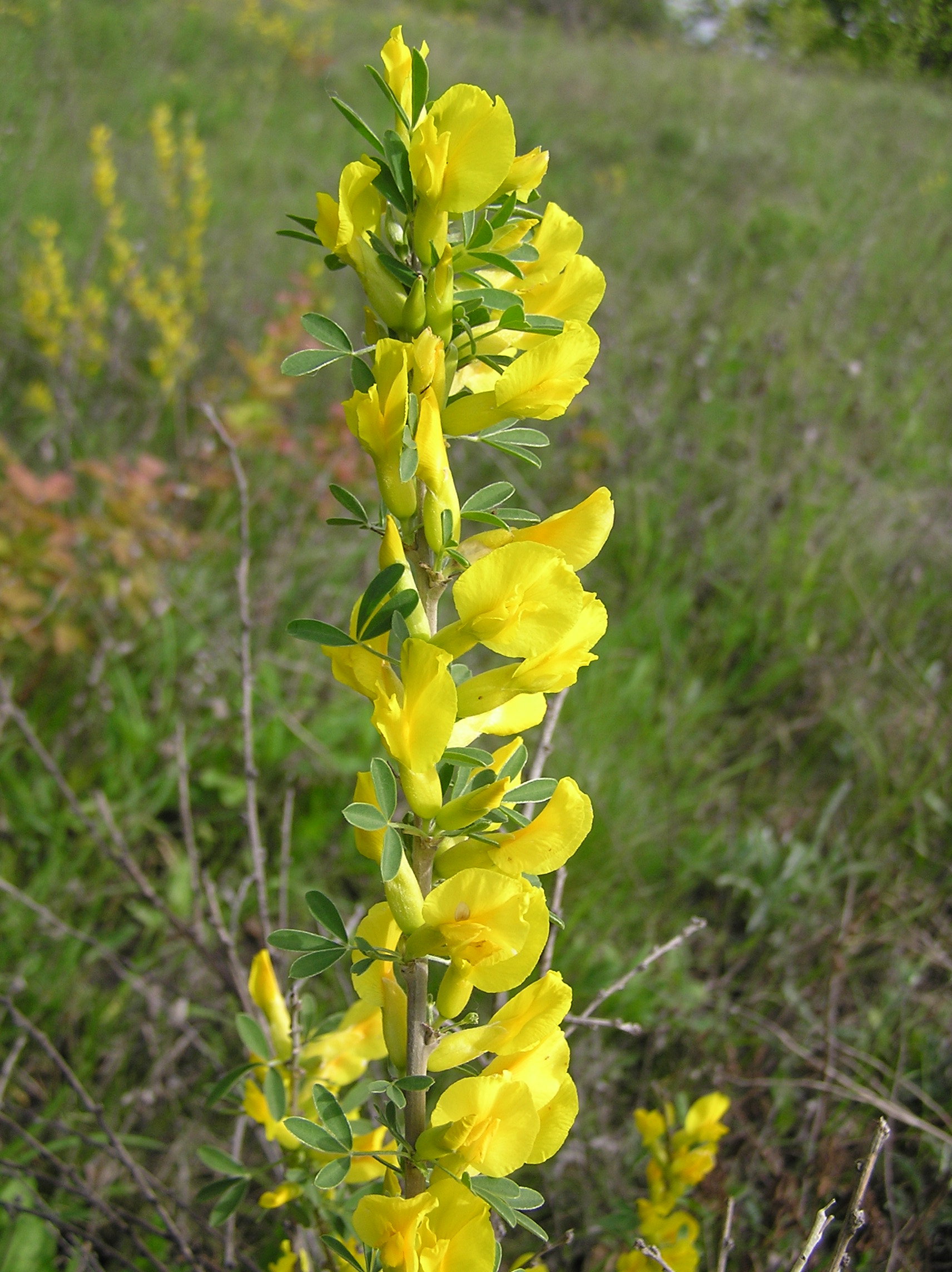
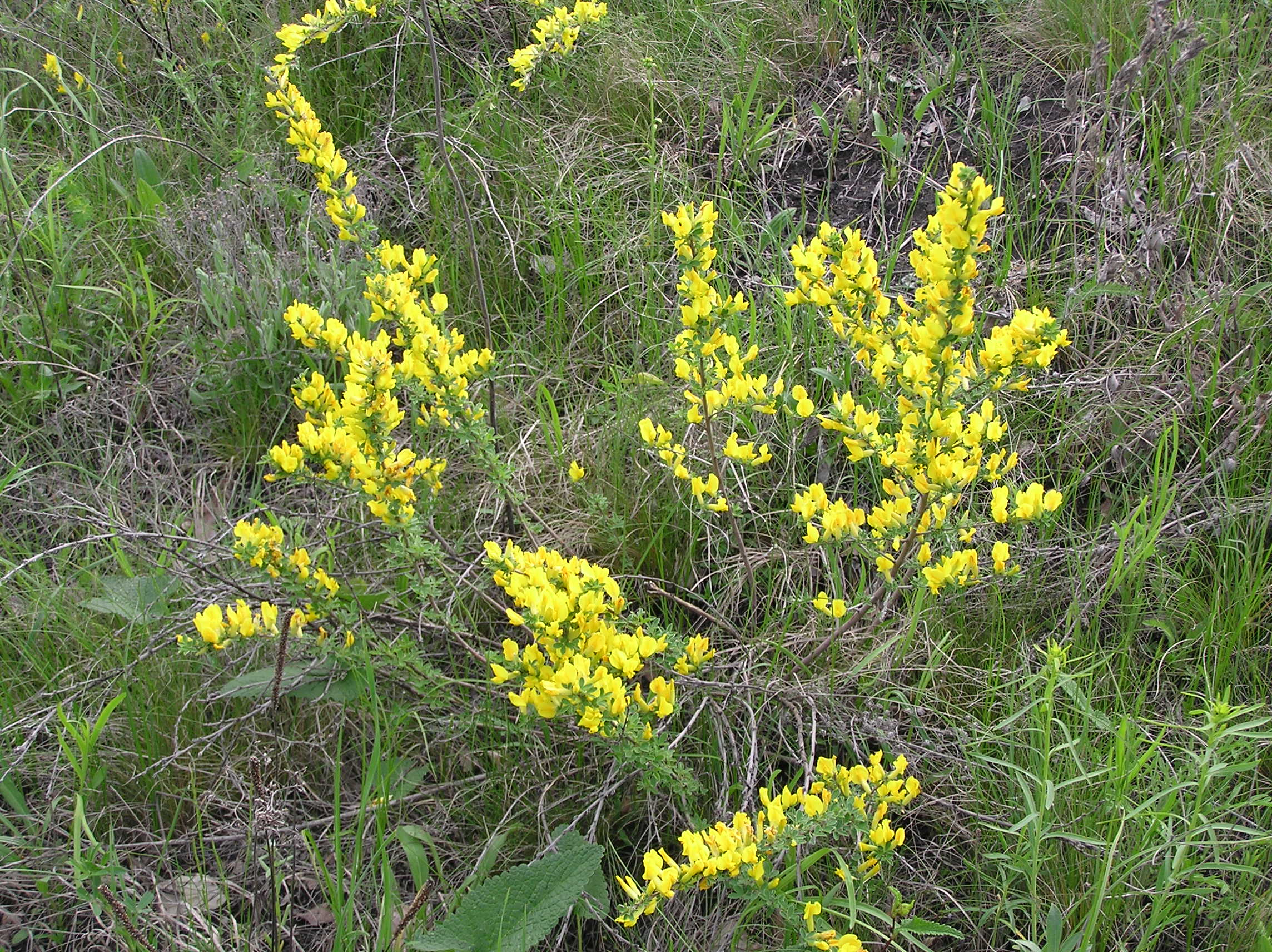